# Селија
Селија (итал. Sellia) је насеље у Италији у округу Катанцаро, региону Калабрија.
Према процени из 2011. у насељу је живело 480 становника. Насеље се налази на надморској висини од 492 м.

## Становништво
Према резултатима пописа становништва 2011. у општини је живело 511 становника.
| 1931. | 1936. | 1951. | 1961. | 1971. | 1981. | 1991. | 2001. | 2011. |
| ----- | ----- | ----- | ----- | ----- | ----- | ----- | ----- | ----- |
| 1.303 | 1.390 | 1.376 | 1.309 | 990   | 863   | 682   | 596   | 511   |